# Lucky (chanson de Radiohead)
Lucky est une chanson du groupe britannique Radiohead. Elle apparaît d'abord en 1995 sur l'album caritatif Help! puis en 1997 sur le troisième album studio du groupe, OK Computer. Elle est sortie en single uniquement en France en septembre 1997.

## Historique
La chanson est écrite lors de la tournée japonaise du groupe en 1995 et enregistrée rapidement pour l'album caritatif Help!. Lucky marque un tournant dans le son du groupe et préfigure l’atmosphère de OK Computer.

## Composition et paroles
La chanson se distingue par son ambiance mélancolique, ses arrangements planants et l’utilisation d’effets électroniques. Les paroles, écrites par Thom Yorke, évoquent la chance, la survie et l’espoir dans un contexte sombre.

## Réception critique
Lucky est saluée par la critique comme l’un des morceaux les plus marquants de OK Computer, notamment